# Dơi quạ râu quai nón đen
Pteropus melanopogon (tên tiếng Anh: Dơi quạ râu quai nón đen) là một loài dơi thuộc chi Dơi quạ. Nó là một loài được IUCN xếp vào dạng loài nguy cấp. Pteropus melanopogon là loài đặc hữu của Indonesia, phân bổ tại các đảo Ambon, Buru, Seram, Banda và Yamdena. Hiện nay Pteropus melanopogon được xem là loài đơn hình mặc dù trước kia Dơi quạ Aru và Dơi quạ Kei được xem là phân loài của chúng. Hiện nay chưa có số liệu chính xác về kích thước thật sự của dơi quạ râu quai nón đen, nhưng theo những dữ liệu hiện tại thì nó là một loài dơi rất to lớn và thậm chí có thể là thành viên lớn xác nhất của cả Phân bộ Dơi lớn.

## Hình ảnh